# Kaplîstivka, Vasîlkivka
Kaplîstivka (în ucraineană Каплистівка) este un sat în comuna Pavlivka din raionul Vasîlkivka, regiunea Dnipropetrovsk, Ucraina.

## Demografie
Componența lingvistică a localității Kaplîstivka
     Ucraineană (95%)
     Rusă (3,33%)
Conform recensământului din 2001, majoritatea populației localității Kaplîstivka era vorbitoare de ucraineană (95%), existând în minoritate și vorbitori de rusă (3,33%).